# Jean Hirtzel

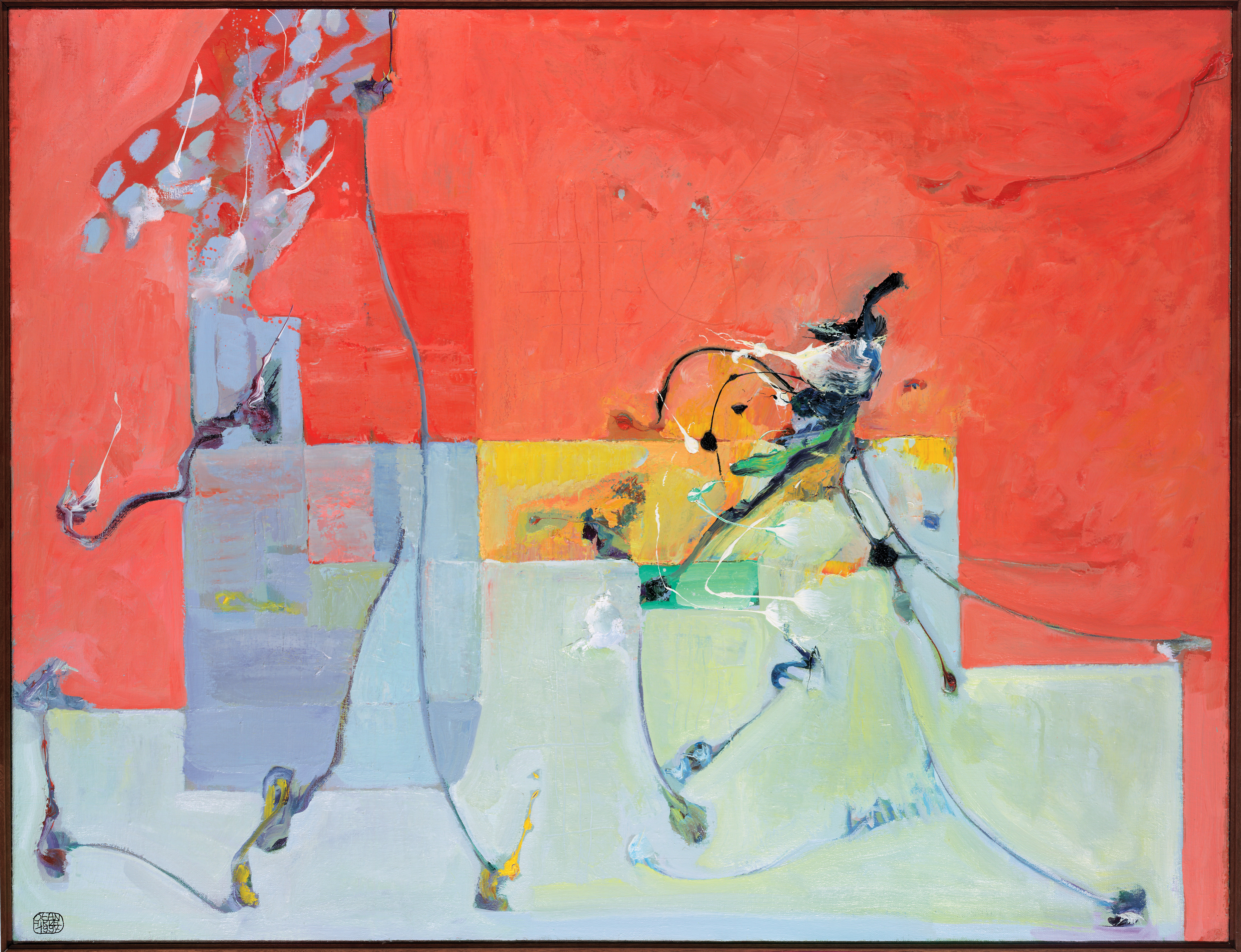
Jean Hirtzel, T'en venant comme une boule de feu, huile sur toile, 89 x 116 cm, 1997.

Jean Hirtzel, né le 26 août 1936 à Neuchâtel et décédé le 19 août 1999, aux Bains-de-l'Alliaz, au-dessus de Blonay, est un peintre, sculpteur, dessinateur et écrivain vaudois.

## Biographie
Jean Hirtzel s'initie tout d'abord à la peinture à l'Académie Maximilien de Meuron et à l’Académie des Beaux-Arts de Florence. Rentré d’Italie, Jean Hirtzel se voit attribuer une bourse du Gouvernement français par l’intermédiaire d’Henri Guillemin. Il fréquente diverses académies parisiennes et se familiarise avec la sculpture à l'Atelier d'André Del Debbio, Impasse Ronsin. Plus tard, il séjournera à Munich et s'installera à Londres où il se liera d'amitié avec Francis Bacon. Homme de tempérament et de pulsions, Jean Hirtzel a entrecoupé sa vie d'artiste par des voyages ou plutôt des errances qui le marqueront en profondeur : ce seront d'abord les Balkans et le monde tzigane, puis, de 1972 à 1974, il vivra au Brésil et refera avec sa compagne, Madeleine, l'itinéraire des Tristes Tropiques de Claude Lévi-Strauss.
De ce périple naîtra un livre, Charognards et cerfs-volants, qui fut d'abord un journal de bord. Le manuscrit se métamorphosa au fil des ans. Finalement, Jean Hirtzel nous propose un condensé de visions, de sensations, de rythmes, de béances, de cris, de sauvagerie où le réel et l'imaginé se confondent. Dans une quête intense, charognards et cerfs-volants sillonnent le ciel du Brésil, mais aussi celui du lecteur en lui adressant des messages de mort, d'érotisme et de renaissance. 
Il vit les vingt dernières années de sa vie, de 1979 à 1999, aux anciens bains sulfureux de l’Alliaz au-dessus de Blonay et se consacre également à la sculpture. Plusieurs séjours en Amazonie (1987, 1989, 1991) lui permettent d'approfondir sa compréhension du chamanisme. Ces expériences motiveront le thème de sa recherche picturale désigné par le terme de "vision". Pour Jean Hirtzel, l'expérience créatrice, libérée de toute volonté rationnelle, se déroule comme un voyage et atteint un point culminant appelé "vision" qui signifie la fin du parcours. L'œuvre produite est en quelque sorte le carnet de notes du "voyage". En 1999, irrémédiablement atteint dans sa santé, Jean Hirtzel met fin à ses jours.

## Publications
- Charognards et cerfs-volants, Vevey, Éditions de l'Aire, 1999 (ISBN 978-2-88108-502-4 et 2-88108-502-4)
- Tsiganes si par hasard, Vevey, Éditions de l'Aire, 2007, poche (ISBN 978-2-88108-834-6)
- Jean Hirtzel, Du Lâcher prise à La Vision, Vie Arts cité, 2002

## Sources
- « Jean Hirtzel », sur la base de données des personnalités vaudoises sur la plateforme « Patrinum » de la Bibliothèque cantonale et universitaire de Lausanne.
- Projet Jean Hirtzel
- sites et références mentionnés
- photographies de l'artiste, de ses manuscrits, de son atelier aux Bains-de-l'Alliaz en septembre 1998 dans Secrets d'atelier de Bruno Mesrine, p. 8-13
- 24 Heures, 2002/12/10, p. 14
- Exposition: Jean Hirtzel
- Jean Hirtzel